# Platyoides pusillus
Platyoides pusillus là một loài nhện trong họ Trochanteriidae. Loài này phân bố ở Tanzania, Zimbabwe em Nam Phi.